# Musikjournalismus
Musikjournalismus ist eine Form des Kulturjournalismus, die sich auf Musik spezialisiert hat. Er wird in unterschiedlichen Medien, etwa Print, Hörfunk, Fernsehen und Internet ausgeübt, schlägt sich aber auch in Buch- und CD-Publikationen nieder.

## Geschichte
Die Geschichte des Musikjournalismus beginnt 1798. In diesem Jahr wurde die Allgemeine musikalische Zeitung durch die Verleger Gottfried Christoph Härtel und Friedrich Rochlitz in Leipzig gegründet. Sie enthielt Berichte über Musik und Kritiken und erschien bis 1882. 1834 kam mit der Neuen Zeitschrift für Musik eine weitere Publikation hinzu. Vertreter der Musikkritik waren Robert Schumann, Friedrich Nietzsche, George Bernhard Shaw oder Romain Rolland. 1894 wurde die Fachrichtung mit dem Erscheinen des Billboard Magazins in den USA populär. Durch das Internet ergeben sich heute auch für den Musikjournalismus neue Möglichkeiten, z. B. für spezialisierte Blogs und Homepages.

## Formen
Zum Musikjournalismus gehören:
- die Ankündigung von Live-Konzerten, musikalischen Wettbewerben, Opernaufführungen und CD/DVD-Neuerscheinungen
- Interviews mit Künstlern (Solisten, Dirigenten, Bandmitgliedern, bedeutenden Regisseuren), Konzertveranstaltern und Intendanten, Musikwissenschaftlern und ggf. Moderatoren einer Sendung
- Fundierte Musikkritiken und Rezensionen von Premierenvorstellungen, Konzerten, Festivals und CD-/DVD-Neuerscheinungen
- Bekanntgabe und Einordnung von Neuigkeiten aus bedeutenden Opernhäusern und Konzertsälen (Intendantenwechsel, Theaterschließung, Etatkürzung), aus der Kulturpolitik und der (möglichen) Auswirkung auf das Musikleben
- Nachrufe auf kürzlich verstorbene bedeutende Künstler im Musikbereich, Beiträge zu Jubiläen
- Beschreibung musikalischer Stilrichtungen, ihren wichtigsten Vertretern und ihrem Umfeld
- Berichte über aktuelle ästhetische Diskussionen und Entwicklungen im Musikmanagement und Musikmarkt
- Umfassende Biographien von Künstlern und Musikstilen

Musikjournalismus ist immer von dem Medium abhängig, das einen Beitrag veröffentlicht. Gewichtungen von empfehlenswerten oder unbedeutenden Konzerten werden meistens durch das Profil des Mediums bestimmt: Regionale Medien berichten über Veranstaltungen in der Region, überregionale konzentrieren sich meistens auf die wichtigsten kulturellen Standorte der Ballungsgebiete. (Eine Ausnahme stellt für Deutschland Bayreuth mit den regelmäßig stattfindenden Richard-Wagner-Festspielen dar). Dabei werden die auch im Journalismus üblichen Formen wie Bericht, Kommentar, Interview, Kritik, Rezension usw. verwendet. Im Hörfunk und Fernsehen nutzt man auch unmittelbare Aussagen von Besuchern.
Üblich ist eine Spezialisierung auf verschiedene Sparten, z. B. Klassische Musik für Kulturradio oder Pop für Formatradios. Vor allem bei den Printmedien überschneiden sich die Gebiete von Musikwissenschaft und Musikjournalismus häufig.

## Ausbildung
Auch wenn der Beruf Journalist nicht geschützt ist, sind ein Musik- oder Musikwissenschaftsstudium in Verbindung mit der Berufspraxis häufig. Hierneben gibt es inzwischen verschiedene spezielle Studienangebote an Universitäten, Musikhochschulen und Fachhochschulen:
- An der Hochschule für Musik Karlsruhe werden Musikjournalisten bereits seit 1995 ausgebildet, ursprünglich im Aufbaustudiengang „Diplom-Rundfunk-Musikjournalismus“. Seit 2007 gibt es im dortigen Institut für Musikjournalismus die Bachelor- und Masterstudiengänge Musikjournalismus für Radio, TV und Internet. Lehrveranstaltungen im Bereich des Journalismus für Radio und TV werden unter dem Titel Der junge Kulturkanal mit einem praktischen UKW-Sendebetrieb von 45 Stunden pro Woche kombiniert. Von Herbst 2010 bis zum Sommersemester 2021 wurde zudem ein Bachelor-Studiengang KulturMediaTechnologie (KMT) in Kooperation mit der Hochschule Karlsruhe – Technik und Wirtschaft angeboten.
- Die Technische Universität Dortmund offeriert als einzige deutsche Universität seit dem Wintersemester 2010/2011 einen grundständigen Bachelor- sowie darüber hinaus einen weiterführenden Masterstudiengang Musikjournalismus.[3][4] Die gemeinschaftlich vom Institut für Musik und Musikwissenschaft und vom Institut für Journalistik durchgeführten Bachelor- und Masterstudiengänge bilden zukünftige Musikjournalist*innen in Radio, TV, Print, Online und Social Media aus. Dabei setzen sich die Studierenden mit ganz unterschiedlichen Genres und Spielarten von Musik auseinander. Die Bandbreite reicht von Klassischer Musik bis hin zu aktuellen Trends der Popkultur. Unter dem Label  terzwerk sind praktische Ausbildungsabschnitte in redaktioneller Arbeit und Sendungsproduktion in Verbindung mit nrwision (TV) und eldoradio (Rundfunk) zentraler Ausbildungsbestandteil.
- In Hannover kann man an der Hochschule für Musik, Theater und Medien Hannover einen Master Musikjournalismus mit den Schwerpunkten Musikjournalismus/-PR und Strategisches Management studieren.
- An der Hochschule für Musik und Theater München kann man den Masterstudiengang Musikjournalismus im öffentlichen und privaten Rundfunk studieren.
- Die Kalaidos Fachhochschule bietet in Aarau (Schweiz) den Nachdiplomstudiengang CAS (Certificate in Advanced Studies) Musikjournalismus an.

Diverse weitere Studiengänge insbesondere zu Kulturjournalismus, Musikmanagement sowie Musik und Medien existieren auf Bachelor- wie Masterlevel. Diese berühren den Bereich Musikjournalismus ebenfalls, wenn auch regelmäßig nicht schwerpunktmäßig.